# 米梅
米梅（法語：Mimet，法語發音：[mimɛ]）是法国罗讷河口省的一个市镇，位于该省东部，属于普罗旺斯地区艾克斯区。

## 地理
米梅（43°24'49"N, 5°30'20"E）面积18.7 平方千米，位于法国普罗旺斯-阿尔卑斯-蓝色海岸大区罗讷河口省，该省份为法国东南部沿海省份，北起沃克吕兹省，西接加尔省，南濒地中海，东临瓦尔省。
与米梅接壤的市镇（或旧市镇、城区）包括：阿洛、加尔达讷、格雷阿斯克、普朗德屈克、圣萨武南、锡米亚讷科隆格。

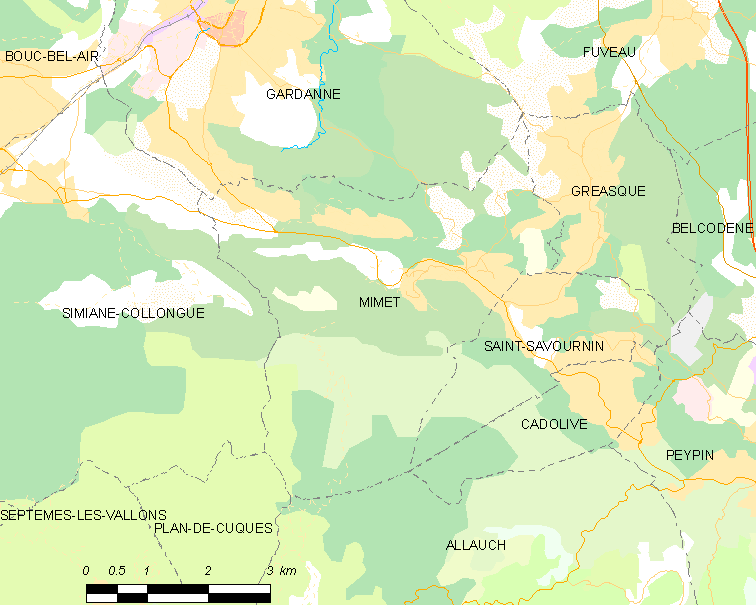
米梅的OSM定位图

米梅的时区为UTC+01:00、UTC+02:00（夏令时）。

## 行政
米梅的邮政编码为13105，INSEE市镇编码为13062。

## 政治
米梅所属的省级选区为加尔达讷县。

## 人口

1962-2008年间米梅人口变化图示

米梅于2022年1月1日时的人口数量为4147人。